# Ираклије (син цара Константина IV)
Ираклије (грчки : Ηρακλειος)  је рођен између 667. и 685. године, }} и био је син, и друго од двоје деце, византијског цара Константина IV и његове жене, царице Анастасије . 
За разлику од свог старијег брата Јустинијана II, он никада није постао цар - савладар под својим оцем, нити је био цар.  Насупрот томе, браћа његовог оца, Ираклије и Тиберије, крунисани су за Августа са Константином IV током владавине њиховог оца цара Констанса II,  али их је 681. године цар Константин IV осакатио како би били неспособни да владају. 
Ираклије је забележен у Либер Понтификалис под папом Бенедиктом II који је добио праменове косе од Јустинијана и Ираклија („домни Иустиниани ет Хераkлии филиорум…принципис“), које је њихов отац, цар Константин IV, послао 684/685.  Такав гест је схваћен као знак усвајања од стране папе двоје деце.  Ираклије је надживео свог оца, али нема записа о њему након смрти цара Константина IV од дизентерије 685. године; насупрот томе, смрт његовог брата цара Јустинијана II позната је 711, док је његова мајка царица Анастасија надживела целу своју породицу и умрла негде после 711.  